# ألبرت شيرمان كريستنسن
ألبرت شيرمان كريستنسن (بالإنجليزية: Albert Sherman Christensen) هو محامي وقاضي أمريكي، ولد في 9 يونيو 1905 في مانتي في الولايات المتحدة، وتوفي في 13 أغسطس 1996 في بروفو في الولايات المتحدة.